# Lindera kariensis
Lindera kariensis är en lagerväxtart som beskrevs av William Wright Smith. Lindera kariensis ingår i släktet Lindera och familjen lagerväxter. Inga underarter finns listade i Catalogue of Life.